# Andira galeottiana
La maca colorada, macayo, maca o palo seco (Andira galeottiana) es una planta de la familia Fabaceae.

## Descripción
Es un árbol perennifolio, de copa redondeada y densa que llega a medir hasta 25 metros de altura, con diámetros hasta de 1 m; tronco recto y robusto, ramificado a poca altura, ramas ascendentes y copa redondeada y densa. La corteza externa es escamosa, separándose en trozos rectangulares, de color café rojizo. La corteza interna de color rosado. El grosor de la corteza, varía de 5 a 15 mm.  Ramas jóvenes de color pardo rojiza, densamente pubescente y de color óxido en las partes jóvenes. Hojas dispuestas en espiral, de 15 a 30 cm de largo, son compuestas,  cada hoja está formada por 2 a 3 pares de foliolos, y uno al término de la hoja; presenta de 5 a 13 foliolos. Cada uno de estos mide de 3 a 13 cm de largo y de 2 a 5 cm de ancho, con el margen entero, la punta es truncada, la base también es truncada; son lanceolados, ligeramente anchos. Son de color oscuro en el haz y verde rojizo y aterciopelado en el envés. Las flores se disponen en racimos terminales de las ramas, hasta de 50 cm de largo; pedicelos de 2 a 3 mm de largo flores dulcemente perfumadas, papilionadas, con las alas juntas o cerradas, donde se aprecian 2 pétalos dominantes de 1.5 cm de largo, con 5 pétalos de color rosa o violeta. Fruto. Tipo drupa, son carnosos secos, de 8 cm de largo por 5 cm de ancho, ligeramente aplanados y muy rugosos. Su estructura interna permite que flote en el agua. Son de color café oscuro a negro cuando está completamente maduro. La semilla es de 7 cm de largo por 5 de ancho, blanca, marcada por las fibras internas del fruto.

## Distribución
Es una especie nativa de México, se encuentra en los estados de Veracruz, Tabasco, Campeche, Yucatán, Quintana Roo,  Oaxaca y Chiapas.

## Hábitat
Es una especie que crece y se desarrolla en clima cálido húmedo, donde las precipitaciones son altas y cuya variación fluctúa entre 1500 a 3500 mm anuales y la temperatura media anual es de 23 a 35 °C. Se distribuye en rangos altitudinales que van de 0 a 150 m s. n. m.  Con relación al tipo de suelos, soporta suelos anegados, en la orilla de ríos. No es exigente a la luz y desarrolla muy bien en diferentes intensidades de sombra.

## Estado de conservación
Es una especie que no se encuentra bajo ninguna categoría de protección, de acuerdo a la NOM-059-ECOL-2010 de la SEMARNAT, sin embargo está considerada como una especie vulnerable, de acuerdo a la Unión Internacional de la Conservación de la Naturaleza (IUCN).